# Jean-François Dalmas de Lapérouse
 (mars 2020).
Si vous disposez d'ouvrages ou d'articles de référence ou si vous connaissez des sites web de qualité traitant du thème abordé ici, merci de compléter l'article en donnant les références utiles à sa vérifiabilité et en les liant à la section « Notes et références ».
Jean-François Dalmas de Lapérouse est un historien français, né le 5 juillet 1903 à Belfort et mort le 26 janvier 1982 à Paris.

## Biographie
Historien de sa famille, il a consacré sa vie à la gloire de son arrière-grand-oncle, l'explorateur Jean-François de La Pérouse. Il s'est efforcé de recueillir tous les souvenirs, documents, portraits, gravures concernant ce marin.
Au moment de la mort de son frère aîné, Henri (ancien officier de marine) en 1958, son neveu Bertrand Dalmas de Lapérouse, est devenu chef de nom et d'armes de la famille.
Il était le dépositaire des archives familiales représentant plusieurs mètres-cubes de titres, actes, contrats, testaments et documents de toute nature, dont une cinquantaine de lettres de Lapérouse adressées à sa sœur Martianne de Galaup.